# 藤本葵
藤本 葵（ふじもと あおい、5月12日 - ）は、日本の女性声優。Jac in production所属。広島県出身。

## 出演作品
※太字はメインキャラクター。

### テレビアニメ
2014年
- 犬神さんと猫山さん（牛若雪路）

2015年
- おくさまが生徒会長!（新倉あやね[1]）

2016年
- おくさまが生徒会長!+!（新倉あやね[2]）

### ラジオ
- 「ラジオ おくさまが生徒会長!」パーソナリティが生徒会!（ラジオ関西：2015年7月1日 - 9月23日）